# Питерсберг (гидроаэропорт)
Гидроаэропорт Питерсберг, также известный как Гидроаэропорт имени Ллойда Раундтри, (англ. Lloyd R. Roundtree Seaplane Facility) (FAA LID: 63A) — государственный гражданский гидроаэропорт, расположенный в городе Питерсберг (Аляска), США.

## Операционная деятельность
Гидроаэропорт имени Ллойда Раундтри расположен на высоте уровня моря и эксплуатирует одну взлётно-посадочную полосу:
- NE/SW размерами 2743 x 335 метров, предназначенную для обслуживания гидросамолётов.

За период с 6 августа 1995 года по 6 августа 1996 года Гидроаэропорт Питерсберг обработал 7 900 операций взлётов и посадок самолётов (в среднем 21 операций ежедневно), из них 75 % составили рейсы аэротакси и 25 % — авиация общего назначения.: